# دوریس لویتارد
دوریس لویتهارت (سوئدی: Doris Leuthard؛ زادهٔ ۱۰ مارس ۱۹۶۳) وکیل و سیاستمدار اهل سوئیس و رئیس‌جمهور سابق این کشور است. او از اول ماه اوت سال ۲۰۰۶ عضو شورای فدرال سوئیس بوده و برای سال‌های ۲۰۱۰ و ۲۰۱۷ به عنوان رئیس‌جمهور کنفدراسیون سوئیس انتخاب شد.
در کشور سوئیس، هیئت دولت که «شورای فدرال سوئیس» نامیده می‌شود متشکل از ۷ عضو (وزیر) است که توسط نمایندگان پارلمان انتخاب می‌شوند. به طوری که هر کدام از احزاب حاضر در پارلمان حداقل یک عضو در این شورا (هیئت دولت) دارند. بدین ترتیب تغییرات بزرگ در سیاستگذاری‌های کلان در کشور سوئیس به سختی قابل اجرا است و در عین حال یک نوع ثبات سیاسی در این کشور حاکم است. رئیس کنفدراسیون که در حکم رئیس‌جمهوری است به مدت یک سال از بین اعضای شورای فدرال هفت نفره انتخاب می‌شود.
خانم لویتهارت در سال ۲۰۱۰ سمت ریاست کنفدراسیون را به عهده داشت، و در سال ۲۰۱۷ مجدداً این سمت را احراز کرد. هر کدام از اعضای شورای عالی (وزیران) مسئولیت مدیریت و نظارت چند وزارتخانه همگون را عهده‌دار هستند و خانم لویتهارت مسئولیت وزارتخانه‌های محیط زیست، حمل و نقل، انرژی و ارتباطات را عهده‌دار است.